# Руське Урсаєво
Ру́ське Урса́єво (рос. Русское Урсаево, башк. Урыҫ Урсайы) — присілок у складі Міякинського району Башкортостану, Росія. Входить до складу Єнебей-Урсаєвської сільської ради.
Населення — 28 осіб (2010; 44 в 2002).
Національний склад:
- росіяни — 80 %